# Mikhaïl Djavakhixvili
Mikhaïl Djavakhixvili (georgià: მიხეილ ჯავახიშვილი) (1880-1937) fou un escriptor georgià del segle xx.
Kvachi Kvachantiradze (კვაჭი კვაჭანტირაძე en georgià) és l'última novel·la de l'escriptor georgià Mikhaïl Djavakhixvili. Aquesta és, en resum, la història d'un estafador, un georgià Félix Krull, o potser un cínic El Quixot, anomenat Kvachi Kvachantiradze: faldiller, trampós, autor de frau d'assegurances, banc lladre, associat de Grigori Rasputin, el cineasta, revolucionari, i proxeneta. Encara que originalment denunciats com pornogràfic, el relat de Kvachi és un dels grans clàssics de la literatura georgiana del segle xx - i un juguesca hilarant per arrencar.